# Speotrechus
Speotrechus is een geslacht van kevers uit de familie van de loopkevers (Carabidae). De wetenschappelijke naam van het geslacht is voor het eerst geldig gepubliceerd in 1922 door Jeannel.

## Soorten
Het geslacht Speotrechus is monotypisch en omvat slechts de volgende soort:
- Speotrechus mayeti Abeille de Perrin, 1875